# Прієкулеський край
Прієку́леський кра́й (латис. Priekules novads) — адміністративно-територіальна одиниця Латвійської Республіки. Розташований у південно-західній частині країни, в історичному регіоні Курляндія. Адміністративний центр — Прієкуле. Створений 2009 року. Площа — 519,7 км². Населення — 5837 осіб (2011). До складу краю входять 1 місто і 5 волостей.

## Населення
Національний склад краю за результатами перепису населення Латвії 2011 року.
| Національність | К-сть | % |
| -------------- | ----- | - |